# Die Auserwählten – In der Todeszone
Die Auserwählten – In der Todeszone (Originaltitel The Death Cure) ist ein dystopischer Science-Fiction-Roman des US-amerikanischen Autors James Dashner. Er ist der dritte Band der Buchreihe The Maze Runner – Die Auserwählten. Das Buch erschien in der Übersetzung durch Anke Caroline Burger und Katharina Hinderer am 24. Mai 2013 in deutscher Version.

## Inhalt

### Ausgangssituation
Die Handlung setzt direkt nach dem zweiten Band an. Der Hauptcharakter Thomas wacht ohne Erinnerungen und völlig isoliert in einer gepolsterten Isolierzelle auf. Er wird mit Nahrung versorgt, erhält aber keine Informationen von außen.

### Handlung
Er schätzt, dass er etwa vier Wochen in der Zelle ist, als er von Janson, dem Rattenmann, herausgeholt wird. Thomas kann sich duschen und wird zu seinen Freunden gebracht. Dort erklärt Janson, dass einige von ihnen gegen das Brand-Virus immun sind, unter ihnen auch Thomas, Teresa und Minho. Newt aber ist infiziert. Es ist geplant, sofort die Gedächtnisblockaden zu lösen. Thomas, Minho und Newt wehren sich und werden eingesperrt. Die übrigen werden in Labors geführt, wo sie operiert werden.
Am nächsten Tag werden Thomas, Minho und Newt in ein Labor geführt, wo auch Brenda die Operation durchführen soll. Thomas weiß nicht, auf wessen Seite sie steht. Sie schafft es aber, einen der Wächter zu betäuben, so dass sie mit Thomas fliehen und Minho und Newt befreien kann. Auf der Suche nach ihren Freunden wird Alarm in der ANGST-Zentrale ausgelöst. In der unklaren Situation wird vermutet, dass die andere Gruppe geflohen ist und die vier zurückgelassen hat. Sie finden Jorge, der sie in einem Berk aus der Zentrale fliegt. Newt übergibt einen Brief an Thomas, den er erst später öffnen darf.
Sie steuern Denver an, wo ein Arzt namens Hans Thomas helfen soll, die Gedächtnisblockade zu überwinden. Denver ist isoliert, um die Stadt vor den Infizierten, den Cranks, zu schützen. Da Newt infiziert ist, lassen sie ihn im Berk vor der Stadt zurück. Die vier Freunde gelangen in die Stadt und erhalten eine Nachricht vom sogenannten Rechten Arm, dem auch Gally aus dem Labyrinth angehört. Sie entschließen sich, zuerst zu Gally zu gehen. Dort erfahren sie, dass der Rechte Arm ANGST stürzen will, damit die immune Bevölkerung in Freiheit überleben kann. Mit einem Taxi gelangen sie zu Hans, der Thomas operiert und sein Gedächtnis wieder freigibt.
Die Cranks können mit einer Droge, dem sogenannten Segen, den geistigen Verfall herauszögern, verhalten sich dabei aber bewusstseinseingeschränkt. Da Cranks in Denver verfolgt werden, sind diese Personen der Polizei zu melden. In einem Café bemerkt Thomas eine verdächtige Person, und bald erscheint auch eine Ordnungskraft. Diese findet heraus, dass Thomas ein Immuner ist und möchte ihn an ANGST verkaufen. Er kann entkommen und wird von einer Polizeidrohne gestellt. Die Drohne wird von Janson gesteuert, der an seine Rückkehr in die Zentrale appelliert.
Die Freunde gelangen zum Berk, finden aber Newt nicht vor. Newt wurde von anderen Cranks in eine Stadt außerhalb von Denver mitgenommen, in der Cranks bis zu ihrem geistigen Verfall leben dürfen. Mit dem Berk fliegen die vier Freunde zu dieser Stadt und suchen Newt. Dieser hat sich mit seiner Situation abgefunden und möchte allein gelassen werden. Verstört fliehen die Freunde aus der Stadt und fliegen zurück nach Denver. Dort werden sie von einer Truppe gefangen genommen, die sie in ein Kellerverlies bringt, in dem sich Teresa und die anderen Freunde befinden. Teresa beteuert, dass sie in der Zentrale auch nach Thomas, Newt und Minho gesucht hatten und sie nicht im Stich lassen wollten. Minho initiiert einen Aufstand, so dass die große Gruppe die vier Wächter überwinden kann. Es stellt sich heraus, dass die Wächter zum Rechten Arm gehören. Thomas und Brenda verlangen, zum Chef des Rechten Arms gebracht zu werden. Auf dem Weg wird ihr Transporter von einer Gruppe Cranks angegriffen, doch sie gelangen in den Unterschlupf des Rechten Arms.
Im Unterschlupf lernen sie Vince kennen, Gally ist auch dort. Sie erläutern, dass der Rechte Arm Immune fängt, um sie zum Schein an ANGST zu verkaufen. Diese sollen aber tatsächlich die Zentrale infiltrieren, um ANGST zu zerstören. Sie haben ein Gerät, um die technisch hoch entwickelten Waffen außer Gefecht zu setzen, um eine Chancengleichheit zwischen den Kämpfern des Rechten Arms und von ANGST herzustellen. Thomas erklärt sich bereit, in die Zentrale für abschließende Tests zurückzukehren und dabei das Gerät in die Zentrale zu bringen. Die Truppen des Rechten Arms sollten wenige Stunden später die Zentrale überfallen. Auf dem Weg zu einem Berk entdeckt Thomas Newt. Als Newt sich weigert mitzukommen und er Thomas angreift, bleibt diesem nichts anderes übrig, als Newt zu erschießen. Diesen Wunsch hatte Newt in seinem Brief an Thomas ausdrücklich geäußert.
Thomas wird in der Nähe der ANGST-Zentrale abgesetzt. Am Eingang wird er von Janson abgefangen. Er schafft es aber, unter einem Vorwand das spezielle Gerät in einer Toilette zu platzieren und zu aktivieren. Janson und zwei Ärzte erläutern, dass Thomas das letzte Glied ist, um den Masterplan zur Erstellung eines Heilmittels gegen den Brand-Virus abzuschließen. Dafür müssen die Ärzte aber sein Gehirn genau untersuchen, was letztlich zu Thomas’ Tod führen würde. Nach kurzer Bedenkzeit wird Thomas in ein Labor geführt, wo er sich erfolglos wehrt und auf das rechtzeitige Eintreffen des Rechten Arms hofft. Als er betäubt wird, geht der Eindringlingsalarm los. Bald versinkt Thomas in der Narkose.
Als Thomas aufwacht, ist das Labor leer. Er findet ein paar Zettel von Kanzlerin Paige, die ihm hilft, seine Freunde zu finden und einen Ausweg durch einen Flat Trans anbietet. Thomas gelangt aus dem Gebäude und wird von Janson angegriffen. Er kann ihn zurückschlagen und kommt zu den Truppen des Rechten Arms, wo er Minho, Teresa und Brenda wiedertrifft. Vince und der Rechte Arm wollen die Zentrale in die Luft jagen und werden keine Rücksicht auf die Befreiung aller Geiseln nehmen. Die Freunde müssen sich beeilen und eilen in das Labyrinth zurück, in dem sich viele Immune befinden. Dort angekommen, explodieren die ersten Sprengsätze. Auf der Flucht werden viele Immune von Trümmern erschlagen. Auf dem Weg stellen sich ihnen auch einige Griewer in den Weg, die ausgeschaltet werden können. In einer Lagerhalle, in dem sich der Zugang zum Flat Trans befindet, werden die Freunde noch einmal von Janson und einigen Wächtern angegriffen. Thomas kann Janson erwürgen. Teresa opfert sich für Thomas, indem sie ihn von einem herabfallenden Trümmerstück wegstößt. Thomas und Minho erreichen als Letzte den Flat Trans.
Der Flat Trans endet in einer Holzhütte in einer idyllischen Gegend. Brenda zündet die Hütte an, um den Zugang komplett zu verschließen. Etwa 200 Immune haben sich retten können.

### Epilog
Im Epilog erklärt Kanzlerin Paige in einem Memorandum, dass sie im Gegensatz zu ihren Kollegen keine Erfolgsaussichten für die Heilmittelentwicklung sah. Der Aufbau einer Gesellschaft von Immunen in entfernten Regionen war für sie der zielführendere Weg. Daher hatte sie die Fluchthilfe für Thomas und seine Freunde organisiert.

## Verfilmung
Im Jahr 2018 wurde mit Maze Runner – Die Auserwählten in der Todeszone eine Verfilmung veröffentlicht.